# Crumomyia tyrphophila
Crumomyia tyrphophila är en tvåvingeart som beskrevs av Rohacek 1999. Crumomyia tyrphophila ingår i släktet Crumomyia och familjen hoppflugor. Inga underarter finns listade i Catalogue of Life.